# アレハンドロ・フランセス
アレハンドロ・フランセス・トリホ（Alejandro Francés Torrijo、2002年8月1日 - ）は、スペイン・アラゴン州サラゴサ出身のサッカー選手。ジローナFC所属。ポジションはディフェンダー。

## クラブ経歴
アラゴン州のサラゴサで生まれ、レアル・サラゴサのカンテラで育成された。2019年12月17日、当時17歳だったフランセスは、この日のコパ・デル・レイ1回戦のUDソクエリャモス戦にて先発フル出場したことでトップチームデビューを果たした。
2020年8月20日、レアル・サラゴサと2024年までの新契約を交わし、正式にトップチームへと昇格した。
2024年7月26日、ジローナFCに5年契約で移籍した。